# Joshua Gomez
Pour les articles homonymes, voir Gomez.
Joshua Gomez, né le 20 novembre 1975 à Bayonne (New Jersey), est un acteur américain.
Il est connu pour son rôle de Morgan Grimes, le meilleur ami du héros de la série Chuck.

## Biographie
Né en 1975, à Bayonne dans l'État du New Jersey aux États-Unis. Il est le frère cadet de Rick Gomez (Band of Brothers).

## Filmographie

### Cinéma
- 2003 : Last Man Running : J.J.
- 2007 : American Girls 2 : Sammy Stinger (la mascotte)

### Séries télévisées
- 2001 : New York, police judiciaire : Edwin Morales (1 épisode)
- 2005-2006 : Invasion : Scott (6 épisodes)
- 2005-2006 : FBI : Portés disparus : James Mackeroy (18 épisodes)
- 2007 : Union Jackass : Julio (1 épisode)
- 2007 - 2012 : Chuck : Morgan Grimes (91 épisodes)
- 2008 : Hero Factor : rôle inconnu (1 épisode)
- 2009 : Imagination Movers : Capitaine Kiddo (1 épisode)
- 2013 : Castle : Simon Doyle (1 épisode)
- 2017 : Scorpion : Dave Blakely (saison 4 épisode 6)
- 2018 : Lucifer : Neil Burguer (1 épisode)

## Doublage

### Jeux vidéo
- Final Fantasy X-2 : voix de Baralai, crédité sous le nom de Josh Gomez. Il y donne la réplique à son frère Rick qui fait la voix de Gippal
- Call of Duty 2 : voix de ??, crédité sous le nom de Josh Gomez
- Call of Duty 2: Big Red One : voix de ??
- BioShock : voix de Johnny / Pigskin Splicers
- Turok : voix de Parker